# Oscar za najlepszy montaż
Oscar za najlepszy montaż (ang. The Academy Award for Film Editing) – jedna z nagród przyznawanych montażystom, pracującym w przemyśle filmowym, przez Amerykańską Akademię Sztuki i Wiedzy Filmowej; nominacje są przyznawane przez członków Akademii pracujących w branży montażowej. Zwycięzcy są wybierani przez wszystkich członków Akademii. Przyznawana jest od 1934 roku.
Najwięcej Oscarów w tej kategorii (3) otrzymali: Michael Kahn, Thelma Schoonmaker, Daniel Mandell i Ralph Dawson.
Najwięcej nominacji w tej kategorii (7) otrzymał Michael Kahn.

## Laureaci i nominowani

### Lata 1970–1979
1970: Hugh S. Fowler – Patton

nominacje:
- Danford B. Greene – MASH
- Stuart Gilmore – Port lotniczy
- James E. Newcom, Pembroke J. Herring i Inoue Chikaya – Tora! Tora! Tora!
- Thelma Schoonmaker – Woodstock

1971: Gerald B. Greenberg – Francuski łącznik

nominacje:
- Ralph E. Winters – Kotch
- Folmar Blangsted – Lato roku 1942
- Bill Butler – Mechaniczna pomarańcza
- Stuart Gilmore (pośmiertnie), John W. Holmes – Tajemnica Andromedy

1972: David Bretherton – Kabaret

nominacje
- Frank P. Keller i Fred W. Berger – Diamentowa gorączka
- William H. Reynolds i Peter Zinner – Ojciec chrzestny
- Harold F. Kress – Tragedia „Posejdona”
- Tom Priestly – Uwolnienie

1973: William H. Reynolds – Żądło

nominacje:
- Verna Fields i Marcia Lucas – Amerykańskie graffiti
- Ralph Kemplen – Dzień Szakala
- Jordan Leondopoulos, Bud Smith, Evan Lottman i Norman Gay – Egzorcysta
- Frank P. Keller i James Galloway – Jonathan Livingston Seagull

1974: Harold F. Kress i Carl Kress – Płonący wieżowiec

nominacje:
- Sam O’Steen – Chinatown
- Michael Luciano – Najdłuższy jard
- John C. Howard i Danford Greene – Płonące siodła
- Dorothy Spencer – Trzęsienie ziemi

1975: Verna Fields – Szczęki

nominacje:
- Russell Lloyd – Człowiek, który chciał być królem
- Richard Chew, Lynzee Klingman i Sheldon Kahn – Lot nad kukułczym gniazdem
- Dede Allen – Pieskie popołudnie
- Fredric Steinkamp i Don Guidice – Trzy dni Kondora

1976: Richard Halsey i Scott Conrad – Rocky

nominacje:
- Robert C. Jones i Pembroke J. Herring – By nie pełzać na kolanach
- Eve Newman i Walter Hannemann – Dwuminutowe ostrzeżenie
- Alan Heim – Sieć
- Robert L. Wolfe – Wszyscy ludzie prezydenta

1977: Paul Hirsch, Marcia Lucas i Richard Chew – Gwiezdne wojny

nominacje:
- Michael Kahn – Bliskie spotkania trzeciego stopnia
- Walter Murch i Marcel Durham – Julia
- Walter Hannemann i Angelo Ross – Mistrz kierownicy ucieka
- William H. Reynolds – Punkt zwrotny

1978: Peter Zinner – Łowca jeleni

nominacje:
- Robert E. Swink – Chłopcy z Brazylii
- Gerry Hambling – Midnight Express
- Don Zimmerman – Powrót do domu
- Stuart Baird – Superman

1979: Alan Heim – Cały ten zgiełk

nominacje:
- Robert Dalva – Czarny rumak
- Richard Marks, Walter Murch, Gerald B. Greenberg i Lisa Fruchtman – Czas apokalipsy
- Robert L. Wolfe i C. Timothy O’Meara – Róża
- Gerald B. Greenberg – Sprawa Kramerów

### Lata 1980–1989
1980: Thelma Schoonmaker – Wściekły Byk

nominacje:
- Arthur Schmidt – Córka górnika
- Anne V. Coates – Człowiek słoń
- David Blewitt – Konkurs
- Gerry Hambling – Sława

1981: Michael Kahn – Poszukiwacze zaginionej Arki

nominacje:
- Dede Allen i Craig McKay – Czerwoni
- John Bloom – Kochanica Francuza
- Robert L. Wolfe – Nad złotym stawem (przyznana pośmiertnie)
- Terry Rawlings – Rydwany ognia

1982: John Bloom – Gandhi

nominacje:
- Carol Littleton – E.T.
- Peter Zinner – Oficer i dżentelmen
- Hannes Nikel – Okręt
- Fredric Steinkamp i William Steinkamp – Tootsie

1983: Glenn Farr, Lisa Fruchtman, Stephen A. Rotter, Douglas Stewart i Tom Rolf – Pierwszy krok w kosmos

nominacje:
- Frank Morriss i Edward Abroms – Błękitny grom
- Richard Marks – Czułe słówka
- Bud Smith i Walt Mulconery – Flashdance
- Sam O’Steen – Silkwood

1984: Jim Clark – Pola śmierci

nominacje:
- Nena Danevic i Michael Chandler – Amadeusz
- Barry Malkin i Robert O. Lovett – Cotton Club
- Donn Cambern i Frank Morriss – Miłość, szmaragd i krokodyl
- David Lean – Podróż do Indii

1985: Thom Noble – Świadek

nominacje:
- John Bloom – A Chorus Line
- Rudi Fehr i Kaja Fehr – Honor Prizzich
- Fredric Steinkamp, William Steinkamp, Pembroke Herring i Sheldon Kahn – Pożegnanie z Afryką
- Henry Richardson – Uciekający pociąg

1986: Claire Simpson – Pluton

nominacje:
- Susan E. Morse – Hannah i jej siostry
- Jim Clark – Misja
- Ray Lovejoy – Obcy – decydujące starcie
- Billy Weber i Chris Lebenzon – Top Gun

1987: Gabriella Cristiani – Ostatni cesarz

nominacje:
- Michael Kahn i Peter E. Berger – Fatalne zauroczenie
- Michael Kahn – Imperium słońca
- Frank J. Urioste – RoboCop
- Richard Marks – Telepasja

1988: Arthur Schmidt – Kto wrobił królika Rogera?

nominacje:
- Stuart Baird – Goryle we mgle
- Gerry Hambling – Missisipi w ogniu
- Stu Linder – Rain Man
- Frank J. Urioste i John F. Link – Szklana pułapka

1989: David Brenner i Joe Hutshing – Urodzony 4 lipca

nominacje:
- Steven Rosenblum – Chwała
- Noëlle Boisson – Niedźwiadek
- Mark Warner – Wożąc panią Daisy
- William Steinkamp – Wspaniali bracia Baker

### Lata 1990–1999
1990: Neil Travis – Tańczący z wilkami

nominacje:
- Thelma Schoonmaker – Chłopcy z ferajny
- Barry Malkin, Lisa Fruchtman i Walter Murch – Ojciec chrzestny III
- Dennis Virkler i John Wright – Polowanie na Czerwony Październik
- Walter Murch – Uwierz w ducha

1991: Joe Hutshing i Pietro Scalia – JFK

nominacje:
- Craig McKay – Milczenie owiec
- Conrad Buff, Mark Goldblatt i Richard A. Harris – Terminator 2: Dzień sądu
- Thom Noble – Thelma i Louise
- Gerry Hambling – The Commitments

1992: Joel Cox – Bez przebaczenia

nominacje:
- Kant Pan – Gra pozorów
- Geraldine Peroni – Gracz
- Robert Leighton – Ludzie honoru
- Frank J. Urioste – Nagi instynkt

1993: Michael Kahn – Lista Schindlera

nominacje:
- Veronika Jenet – Fortepian
- Anne V. Coates – Na linii ognia
- Dennis Virkler, David Finfer, Dean Goodhill, Richard Nord i Dov Hoenig – Ścigany
- Gerry Hambling – W imię ojca

1994: Arthur Schmidt – Forrest Gump

nominacje:
- Sally Menke – Pulp Fiction
- Richard Francis-Bruce – Skazani na Shawshank
- John Wright – Speed: Niebezpieczna prędkość
- Frederick Marx, Steve James i William Haugse – W obręczy marzeń

1995: Mike Hill i Daniel P. Hanley – Apollo 13

nominacje:
- Marcus D’Arcy i Jay Friedkin – Babe – świnka z klasą
- Steven Rosenblum – Braveheart. Waleczne serce
- Chris Lebenzon – Karmazynowy przypływ
- Richard Francis-Bruce – Siedem

1996: Walter Murch – Angielski pacjent

nominacje:
- Pip Karmel – Blask
- Gerry Hambling – Evita
- Roderick Jaynes – Fargo
- Joe Hutshing – Jerry Maguire

1997: James Cameron, Conrad Buff IV i Richard A. Harris – Titanic

nominacje:
- Richard Francis-Bruce – Air Force One
- Pietro Scalia – Buntownik z wyboru
- Richard Marks – Lepiej być nie może
- Peter Honess – Tajemnice Los Angeles

1998: Michael Kahn – Szeregowiec Ryan

nominacje:
- Billy Weber, Leslie Jones i Saar Klein – Cienka czerwona linia
- Anne V. Coates – Co z oczu, to z serca
- David Gamble – Zakochany Szekspir
- Simona Paggi – Życie jest piękne

1999: Zach Staenberg – Matrix

nominacje:
- Tariq Anwar – American Beauty
- William Goldenberg, Paul Rubell i David Rosenbloom – Informator
- Andrew Mondshein – Szósty zmysł
- Lisa Zeno Churgin – Wbrew regułom

### Lata 2000–2009
2000: Stephen Mirrione – Traffic

nominacje:
- Dede Allen – Cudowni chłopcy
- Pietro Scalia – Gladiator
- Tim Squyres – Przyczajony tygrys, ukryty smok
- Joe Hutshing i Saar Klein – U progu sławy

2001: Pietro Scalia – Helikopter w ogniu

nominacje:
- Dody Dorn – Memento
- Jill Bilcock – Moulin Rouge!
- Mike Hill i Daniel P. Hanley – Piękny umysł
- John Gilbert – Władca Pierścieni: Drużyna Pierścienia

2002: Martin Walsh – Chicago

nominacje:
- Thelma Schoonmaker – Gangi Nowego Jorku
- Peter Boyle – Godziny
- Hervé de Luze – Pianista
- Michael Horton – Władca Pierścieni: Dwie wieże

2003: Jamie Selkirk – Władca Pierścieni: Powrót króla

nominacje:
- Daniel Rezende – Miasto Boga
- William Goldenberg – Niepokonany Seabiscuit
- Lee Smith – Pan i władca: Na krańcu świata
- Walter Murch – Wzgórze nadziei

2004: Thelma Schoonmaker – Aviator

nominacje:
- Matt Chesse – Marzyciel
- Paul Hirsch – Ray
- Joel Cox – Za wszelką cenę
- Jim Miller i Paul Rubell – Zakładnik

2005: Hughes Winborne – Miasto gniewu

nominacje:
- Mike Hill i Dan Hanley – Człowiek ringu
- Michael Kahn – Monachium
- Michael McCusker – Spacer po linie
- Claire Simpson – Wierny ogrodnik

2006: Thelma Schoonmaker – Infiltracja

nominacje:
- Douglas Crise i Stephen Mirrione – Babel
- Steven Rosenblum – Krwawy diament
- Clare Douglas, Richard Pearson i Christopher Rouse – Lot 93
- Alfonso Cuarón i Alex Rodríguez – Ludzkie dzieci

2007: Christopher Rouse – Ultimatum Bourne’a

nominacje:
- Dylan Tichenor – Aż poleje się krew
- Juliette Welfling – Motyl i skafander
- Roderick Jaynes – To nie jest kraj dla starych ludzi
- Jay Cassidy – Wszystko za życie

2008: Chris Dickens – Slumdog. Milioner z ulicy

nominacje:
- Kirk Baxter i Angus Wall – Ciekawy przypadek Benjamina Buttona
- Mike Hill i Dan Hanley – Frost/Nixon
- Lee Smith – Mroczny Rycerz
- Elliot Graham – Obywatel Milk

2009: Chris Innis i Bob Murawski – The Hurt Locker. W pułapce wojny

nominacje:
- James Cameron, John Refoua i Stephen E. Rivkin – Avatar
- Sally Menke – Bękarty wojny
- Julian Clarke – Dystrykt 9
- Joe Klotz – Hej, skarbie

### Lata 2010–2019
2010: Angus Wall i Kirk Baxter – The Social Network

nominacje:
- Andrew Weisblum – Czarny łabędź
- Jon Harris – 127 godzin
- Pamela Martin – Fighter
- Tariq Anwar – Jak zostać królem

2011: Angus Wall i Kirk Baxter – Dziewczyna z tatuażem

nominacje:
- Anne-Sophie Bion i Michel Hazanavicius – Artysta
- Kevin Tent – Spadkobiercy
- Thelma Schoonmaker – Hugo i jego wynalazek
- Christopher Tellefsen – Moneyball

2012: William Goldenberg − Operacja Argo
- Tim Squyres − Życie Pi
- Michael Kahn − Lincoln
- Crispin Struthers i Jay Cassidy − Poradnik pozytywnego myślenia
- William Goldenberg i Dylan Tichenor − Wróg numer jeden

2013: Alfonso Cuarón i Mark Sanger − Grawitacja
- Jay Cassidy, Crispin Struthers i Alan Baumgarten − American Hustle
- Christopher Rouse − Kapitan Phillips
- John Mac McMurphy i Martin Pensa − Witaj w klubie
- Joe Walker − Zniewolony

2014: Tom Cross – Whiplash
- Joel Cox i Gary D. Roach – Snajper
- Sandra Adair – Boyhood
- Barney Pilling – Grand Budapest Hotel
- William Goldenberg – Gra tajemnic

2015: Margaret Sixel – Mad Max: Na drodze gniewu
- Tom McArdle – Spotlight
- Hank Corwin – Big Short
- Stephen Mirrione – Zjawa
- Mary Jo Markey i Maryann Brandon – Gwiezdne wojny: Przebudzenie Mocy

2016: John Gilbert – Przełęcz ocalonych
- Jake Roberts – Aż do piekła
- Joe Walker – Nowy początek
- Nat Sanders i Joi McMillon – Moonlight
- Tom Cross – La La Land

2017: Lee Smith – Dunkierka
- Jonathan Amos i Paul Machliss – Baby Driver
- Sidney Wolinsky – Kształt wody
- Jon Gregory – Trzy billboardy za Ebbing, Missouri
- Tatiana S. Riegel – Jestem najlepsza. Ja, Tonya

2018: John Ottman – Bohemian Rhapsody
- Barry Alexander Brown – Czarne bractwo. BlacKkKlansman
- Jorgos Mawropsaridis – Faworyta
- Patrick J. Don Vito – Green Book
- Hank Corwin – Vice

2019: Andrew Buckland i Michael McCusker – Le Mans ’66
- Thelma Schoonmaker – Irlandczyk
- Tom Eagles – Jojo Rabbit
- Jeff Groth – Joker
- Yang Jinmo – Parasite

### Lata 2020–2029
2020: Mikkel E.G. Nielsen – Dźwięk metalu

nominacje:
- Chloé Zhao – Nomadland
- Frédéric Thoraval – Obiecująca. Młoda. Kobieta.
- Jorgos Lamprinos – Ojciec
- Alan Baumgarten – Proces Siódemki z Chicago

2021: Joe Walker – Diuna

nominacje:
- Hank Corwin – Nie patrz w górę
- Pamela Martin – King Richard. Zwycięska rodzina
- Peter Sciberras – Psie pazury
- Myron Kerstein i Andrew Weisblum – Tick, tick... Boom!